# Madhyattus jabalpurensis
Madhyattus jabalpurensis är en spindelart som beskrevs av Prószynski 1992. Madhyattus jabalpurensis ingår i släktet Madhyattus och familjen hoppspindlar. Inga underarter finns listade i Catalogue of Life.